# Lezayre
Lezayre är en parish i Isle of Man. Den ligger på den nordöstra delen av Isle of Man, 19 km norr om huvudstaden Douglas. Antalet invånare är 1 282. I Lezayre ligger Isle of Mans högsta punkt, Snaefell. Den största byn i Lezayre är Sulby.